# Lao Ai
Lao Ai (嫪毐; Lào Ǎi), död 238 f.Kr. var en tjänsteman i den kinesiska staten Qin i slutet på epoken De stridande staterna som hade ett förhållande med kinas första kejsare Qin Shi Huangdis mor.
Föreminister Lü Buwei hade ett förhållande med den unga kungens mor Zhao Ji. I takt med att kung Ying Zheng blev äldre och starkare ville Lü Buwei dra sig ur relationen och introducerade därför Lao Ai för Zhao Ji. Lao Ai hade en stor penis vilket lockade änkedrottningen, och hon blev mycket förälskad i Lao Ai. För att Lao Ai skulle kunna bli anställd i hovet arrangera Lü Buwei falska anklagelser mot Lao Ai för ett brott med kastrering i straffskalan. Med hjälp av mutor undveks kastreringen, och Lao Ai kunde anställas som eunuck i änkedrottningens tjänst. Änkedrottningen och Lao Ai höll sin relation hemlig och hon födde två söner i hemlighet. 239 f.Kr. utsågs Lao Ai till markis av Changxin (长信侯).
238 f.Kr uppdagades att Lao Ai inte var eunuck och att han planerade att hans söner skulle ta makten när kungen avlidit. Lao Ai fick reda på anklagelserna och insåg att hans tid var ute. Han  samlade då militära styrkor från nomadfolken Rong och Di och genom att använda änkedrottningens sigill fick han även med sig landets egna soldater till en attack mot Qinianpalatset (蕲年宫). Kungen arrangerade ett motanfall och upproret slogs ner. Lao Ai slets i stycken, och hela hans släkt i tre generationer avrättades.
Enligt vissa källor träffades Lao Ai och änkedrottningen redan i staten Zhaos huvudstad Handan då hon satt gisslan där med Zichu innan han tillträtt som Kung Zhuangxiang av Qin.